# Верстання вебсторінок
Верстання вебсторінки — це процес створення вебсторінки із попередньо створеного макету дизайну сайту, заздалегідь намальованого за допомогою графічних редакторів.
Верстка вебсторінки — це структура вже створеної сторінки.
До прикладу, поняття «блочна верстка», «таблична верстка» дають уявлення про тип побудови каркаса. Верстка, також, може здійснюватися фреймами.
З огляду на якість і можливості проєктування, верстка блочного типу є набагато кращою відносно інших методів, тому за цим принципом спроєктовані більшість сучасних сайтів, хоча  через простоту реалізації багато сайтів досі будуються таблицями.